# Hildegardia (botanica)
Hildegardia Schott & Endl. è un genere di piante della famiglia delle  Malvacee.

## Tassonomia
Comprende le seguenti specie:
- Hildegardia ankaranensis (Arènes) Kosterm
- Hildegardia australiensis G.J.Leach & Cheek
- Hildegardia barteri (Mast.) Kosterm.
- Hildegardia cubensis (Urb.) Kosterm
- Hildegardia dauphinensis J.G.Zaborsky
- Hildegardia erythrosiphon (Baill.) Kosterm
- Hildegardia gillettii Dorr & L.C.Barnett
- Hildegardia merrittii (Merr.) Kosterm.
- Hildegardia migeodii (Exell) Kosterm
- Hildegardia perrieri (Hochr.) Arènes
- Hildegardia populifolia (DC.) Schott & Endl.
- Hildegardia sundaica Kosterm.